# Oltre le tenebre
Oltre le tenebre (titolo originale: Beyond the Shadows) è un romanzo fantasy del 2008 dello scrittore statunitense Brent Weeks, terzo e conclusivo volume della trilogia L'angelo della notte.

## Trama
La battaglia del boschetto di Pavvil è finita, i Cenariani, guidati da Logan Gyre, hanno sconfitto i Khalidoriani. Anche il re divino Garoth Ursuul è morto, ucciso da Kylar Stern con l'aiuto di Vi Sovari. La regina Terah si avvicina a Logan per capire se intende proclamarsi re o accettare di essere un semplice vassallo del regno. Logan è indeciso, sa di essere sotto tiro degli arcieri della regina, ma alla fine promette fedeltà a Terah, nonostante avesse la possibilità di uccidere Terah con l'aiuto dei soldati solo a lui fedeli. Il primo ordine che riceve Logan è l'inseguimento del gruppo di Khalidoriani che hanno attaccato nella notte il campo dei Cenariani.
Intanto Kylar Stern, l'Angelo della Notte, spia il campo delle truppe Ceuriane - camuffate da khalidoriani, alla cui caccia è andato Logan - guidate dal signore della guerra Lantano Garuwashi e penetrate in territorio cenariano. Fra i ceuriani il sicario scorge una figura nota, il gigantesco Feir Cousat, guerriero formidabile e mago, e Ceur'caelestos, la spada eccezionale di Lantano, capace di individuare pericoli e magie.
I ceuriani, accampati nei pressi della cittadina Curva di Torras e del Bosco del Cacciatore, stanno preparando una trappola per le truppe di Logan che probabilmente saranno costrette ad attraversare il pericoloso Bosco ove, secondo le leggende popolari, il misterioso Cacciatore uccide chiunque si avvicini.
Alla locanda di Curva di Torras giunge Elene, riuscita a scappare ai suoi rapitori Khalidoriani, grazie all'aiuto di un gruppo di arcieri Ymmuri. Alla locanda la ragazza trova due messaggi: uno del fidanzato Kylar - che spiega il motivo per cui ha lasciato all'improvviso Elene ed Uly a Caernarvon; l'altro di Viridiana Sovari, che confessa di aver ucciso Jarl, di aver mandato Uly alla Cappella ed infine di aver fatto una cosa orribile affinché noi potessimo vincere.
Nei pressi del Bosco del Cacciatore Nero sono accampati non solo i Cenariani di Logan e i Ceuriani di Lantano Garuwashi, ma anche i guerrieri Lae'knaught - nemici giurati di ogni forma di magia - ed un gruppo di Vürdmeister khalidoriani guidati da Neph Dada, che era stato il principale consigliere del re divino Garoth Ursuul. I Vürdmeister sanno che la mitica Curoch, la spada del potere forgiata da Ezra il Folle, è nelle mani dei Ceuriani, nella forma di Ceur'caelestos, la Lama del Cielo.
Ognuno dei Vürdmeister Khalidoriani vorrebbe la spada per sé - perché permetterebbe a chi la possiede di avere il controllo sul futuro re divino - e quindi non si deve permettere che Curoch entri nel Bosco del Cacciatore Nero, da dove non uscirebbe più.
L'astuto giovane Vürdmeister Borsini si offre volontario per recuperare Curoch, raccontando come la dea Khali gli abbia ordinato in sogno di agire.
Per evitare che i soldati di Logan cadano nella trappola del Bosco, Kylar, assunte le sembianze quasi invisibili dell'Angelo della Notte, porta lo scompiglio nell'accampamento dei Lae'knaught, che si lanciano quindi all'inseguimento di questa figura sfuggente. Mentre i Lae'knaught entrano nel Bosco di Ezra, Kylar incontra Feir e Lantano Garuwashi, che brandisce Ceur'caelestos. L'obiettivo di Kylar è sottrarre quella spada a Lantano e gettarla dentro il Bosco, perché solo così riotterrebbe il braccio destro mozzato, come promesso dal Lupo nel loro precedente incontro. La richiesta di Kylar non può essere accettata da Lantano, pertanto i due formaidabili spadaccini - sotto gli occhi di Feir - si scontrano in un duello, interrotto improvvisamente dall'apparizione di un drago infernale, evocato da Borsini.
A Khaliras, capitale del regno di Khalidor, arriva Dorian Ursuul, fuggito dall'avamposto di Screaming Winds dopo il sanguinoso passaggio di Khali e direttosi a Nord, ove alla cittadella è prigioniera Jenine, la donna che le profezie gli avevano indicato come sua futura moglie. Il piano di Dorian prevede di entrare al castello come eunuco al servizio delle concubine del re divino e per riuscirci deve ingannare gli uomini di servizio - come Rugger e Hopper - che lo avevano conosciuto da giovane.

## Personaggi

### I sicari di Cenaria
- Kylar Stern, l'Angelo della Notte
- Viridiana Sovari, detta Vi
- Scarred Wrable

### Cenaria
- Terah Graesin, regina di Cenaria
- Logan Gyre, re deposto di Cenaria, vassallo di Terah
- Jenine, figlia di re Aleine IX e moglie di Logan, prigioniera a Khaliras
- Agon Brant, generale
- Kaldrosa Wyn, capo delle guardie di Logan
- Bamran Gamble, comandante delle guardie del palazzo reale
- Quoglee Mars, bardo

### IlSa'kagédi Cenaria
- Gwinvere Kirena, alias Momma K., la Signora dei Piaceri

### La famiglia Drake
- il conte Rimbold Drake, avvocato
- Serah, figlia maggiore del conte
- Mags, figlia del conte
- Aline, figlia minore del conte

### Khalidor
- Moburu Ursuul, figlio di Garoth
- Tenser Ursuul, figlio di Garoth
- Tavi Ursuul, figlio di Garoth
- Rivik Ursuul, figlio di Garoth
- Neph Dada, Vürdmeister
- Borsini, Vürdmeister
- Tarus, Vürdmeister
- Yorbas Zurgah, ciambellano al castello di Khaliras
- Rugger, guardiano al castello di Khaliras
- Hopper, eunuco al castello di Khaliras

### Ceura
- Lantano Garuwashi, signore della guerra

### Le Sorelle della Cappella
- Istariel Wyant, portavoce della Cappella
- Ariel Wyant Sa'fastae, sorella
- Gizadin, sorella
- Xandra, novizia

### Altri personaggi
- Elene, fidanzata di Kylar
- Ulyssandra (Uly), figlia di Durzo Blint e Momma K
- Dorian Ursuul, mago e profeta, figlio di Garoth Ursuul
- Feir Cousat, guerriero e amico di Dorian
- Antoninus Wervel, mago modaini
- Solonariwan (Solon) Tofusin, nobile dell'isola di Seth

## Edizioni
- Brent Weeks, Oltre le tenebre, traduzione di Monica Ricci, Newton & Compton, 2012, ISBN 978-88-541-3517-8.